# Aulnoye-Aymeries
Aulnoye-Aymeries è un comune francese di 9 038 abitanti situato nel dipartimento del Nord nella regione dell'Alta Francia.

## Società

### Evoluzione demografica
Abitanti censiti